# メルセデス・ベンツ・W06
メルセデス・ベンツ・W06は、ダイムラー・ベンツが1927年から1933年にかけて販売した自動車（スポーツカー）である。「Sシリーズ」、「タイプS（ドイツ語: Typ S）」としても知られる。

## 概要
1926年にダイムラー社とベンツ社が合併して、ダイムラー・ベンツ社が設立され、同年から自動車のブランド名は「メルセデス・ベンツ」が用いられるようになった。
合併前のダイムラー社はスポーツカーとして、フェルディナント・ポルシェが開発したメルセデス・モデルKをラインナップしており、レーシングカーとしても用いていた。ポルシェがモデルKの設計からさらに「スポーティー」な形に発展させたのがメルセデス・ベンツ・W06で、最初の車両は「S」（Sヴァーゲン）と呼ばれたことから、一連の車両は「Sシリーズ」と呼ばれるようになった。
1928年にはボア径をさらに広げることで7,069 cc（7.1リッター）に拡大した「SS」、SSをショートホイールベース化した「SSK」を発売した。これらは構造は基本的に同一設計のまま、1927年から1931年にかけて約300台が製造された。名車とされることの多いSシリーズの中でも、特にSSKは戦前のメルセデス・ベンツを代表する車両の一つとして知られている。
Sシリーズはレースにおける活躍で特に知られており、スポーツカーレースだけではなく、1920年代後半から1933年までの当時はフォーミュラ・リブレが主流だったことからグランプリレースにまで幅広く参戦し、数多くの優勝を挙げた。

### 評価
Sシリーズは、レーシングカーとしても、市販スポーツカーとしても高い評価を得た。市販車としては、当時のスポーツカーの中でも非常に高価な車両だったが、性能の高さに加えてそのスタイリングが魅力的だと考えられたことから、裕福な顧客に人気を博した。
レーシングカーとしては、1927年から1931年にかけてヨーロッパ中のレースで数々の勝利を挙げた。そうして得た名声により、Sシリーズはドイツのスポーツカーとレーシングカーの象徴ともなった。
Sシリーズのレースにおける活躍とそのスタイリングの人気はメルセデス・ベンツ車全体にも大きな宣伝効果をもたらし、メルセデス・ベンツ車全てが高級車であるとみなされるようになった。

### レースにおける活躍
1927年6月、シリーズ最初の車両である「S」が初めてレースに投入され、デビューウィンを果たし、初年度から各地のレースで計10勝以上を挙げる活躍をし、その後の数年間、レースやヒルクライムで活躍を続けた。
Sシリーズは純粋なレーシングカーではなく、元々はグランドツアラー（高性能なツーリングカー）として開発されたものであることから、安全性も重視して設計されていて、レーシングカーとしては、ライバルたちと比べて車重が重かった。その点はレースにおいては弱点となり、1930年代に入って他社が軽量かつ高性能なレース専用の競技車両の開発を成し遂げてきたことで、Sシリーズでは対抗することが次第に難しくなり、このことはダイムラー・ベンツ社が1931年限りでレース活動を中止（一時中止）することの原因のひとつともなった。
ダイムラー・ベンツは、Sシリーズの後、レース用には純粋なレーシングカーである「W25」を開発し、高級スポーツカーとしては「380（W22）」を開発し、Sシリーズでは両方を担っていた役割を分担させるようになった。これらはどちらもSシリーズの直接の後継車ではないが、SSKLを手掛けたハンス・ニベルによってどちらも開発された。

## 名称
車体とエンジンの社内名称はダイムラー・ベンツとなってから新たに設けられた命名規則に基づいており、「W06」の「W」は「Wagen」（車）、「M06」の「M」は「Motor」（エンジン）を意味している。
通称の「S」は「Sport」（スポーツ）を意味する。
レース仕様は「ホワイトエレファント」の異名でも知られた。これは当時のレースでライバルとなったアルファロメオ・P2など、2リッターフォーミュラの車両よりも車体が大きかったことと、モータースポーツにおけるドイツのナショナルカラーである白で塗装されていたこと、エンジン音（スーパーチャージャー）の「咆哮」が獣のそれを想起させたことによる。

## 車両の特徴

### 車体
タイプSは、ダイムラー時代のメルセデス・モデルKの後継車にあたる。モデルKと比較すると、エンジン以外では、全体的に車体がより低められていることを最大の特徴としている。
車体の寸法（全長・全幅・ホイールベース）はモデルKと同じだが、車体フレームのサイドレールは弓なりの形状をしており、前後車軸の間を低くして低重心化を図っている。低重心化の一環として、サスペンションのリーフスプリングも、モデルKでは車軸の上に位置していたが、車軸の下に位置する形に変更されている。重量物であるエンジンの搭載位置にも工夫があり、搭載位置の地上高はモデルKと大差ないが、前後方向は30 cm後方に移されており、上下前後の重量配分が改善されている。こうした低重心化や前後の重量バランスの調整により、モデルKと比べてタイプSは走行安定性とハンドリングが向上している。
副次効果として、エンジンフードが長く、車台が低い設計となったことはボディを架装するコーチビルダーに好まれ、様々なボディが作られた。

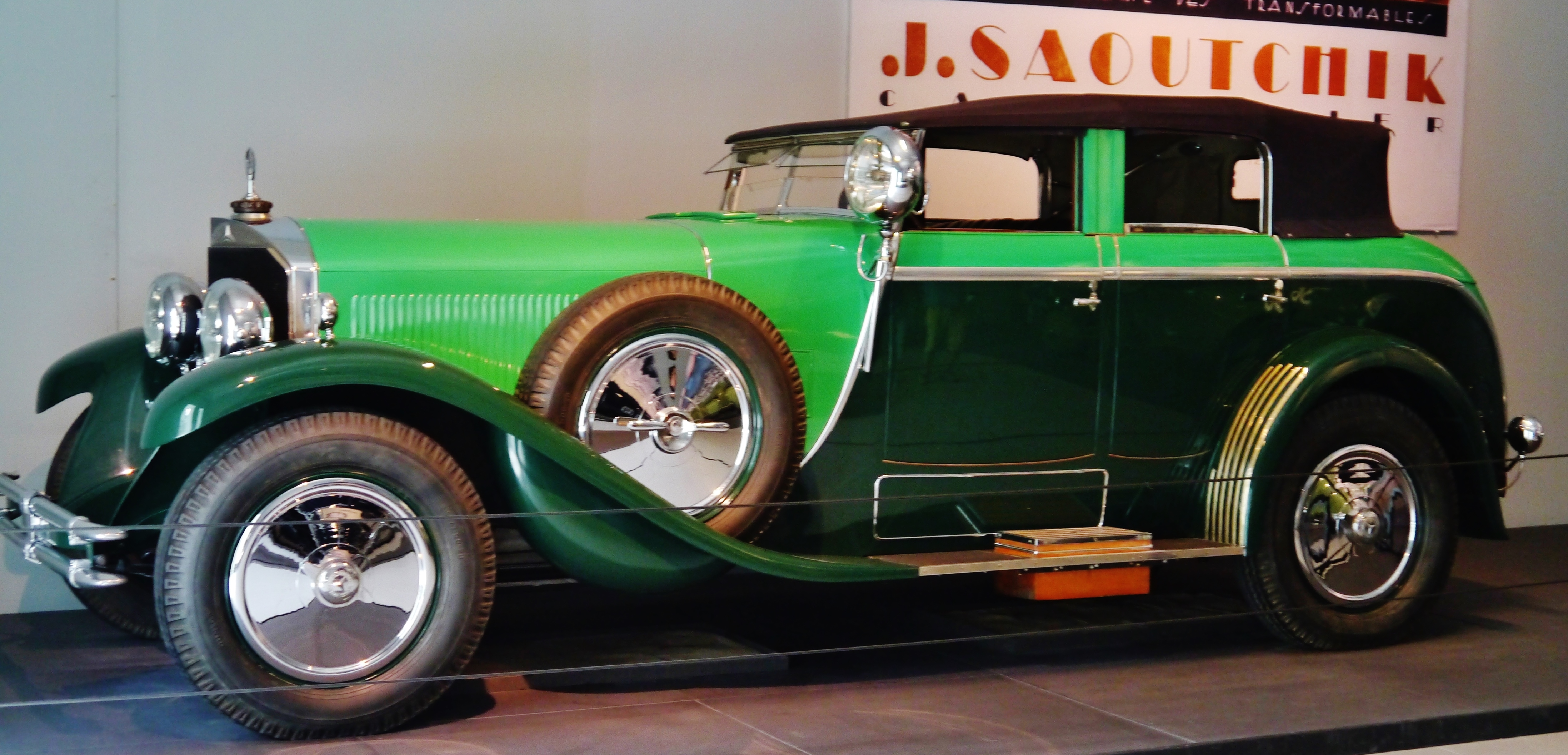
先代のモデルKでは、車台は直線状になっている
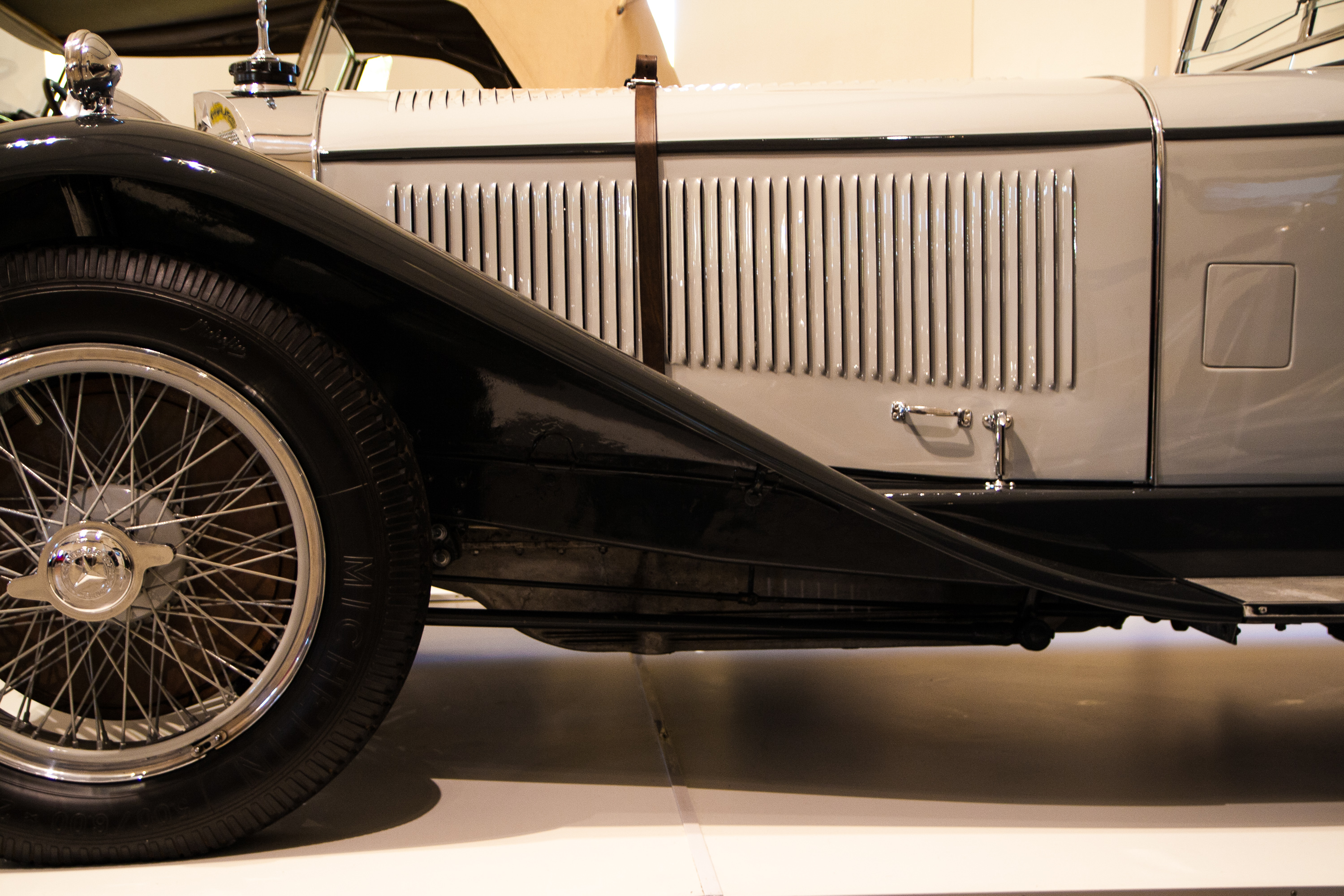
Sシリーズでは、サイドレールを弓なりにすることで、前後車軸の間で車体を低め着座位置を下げている
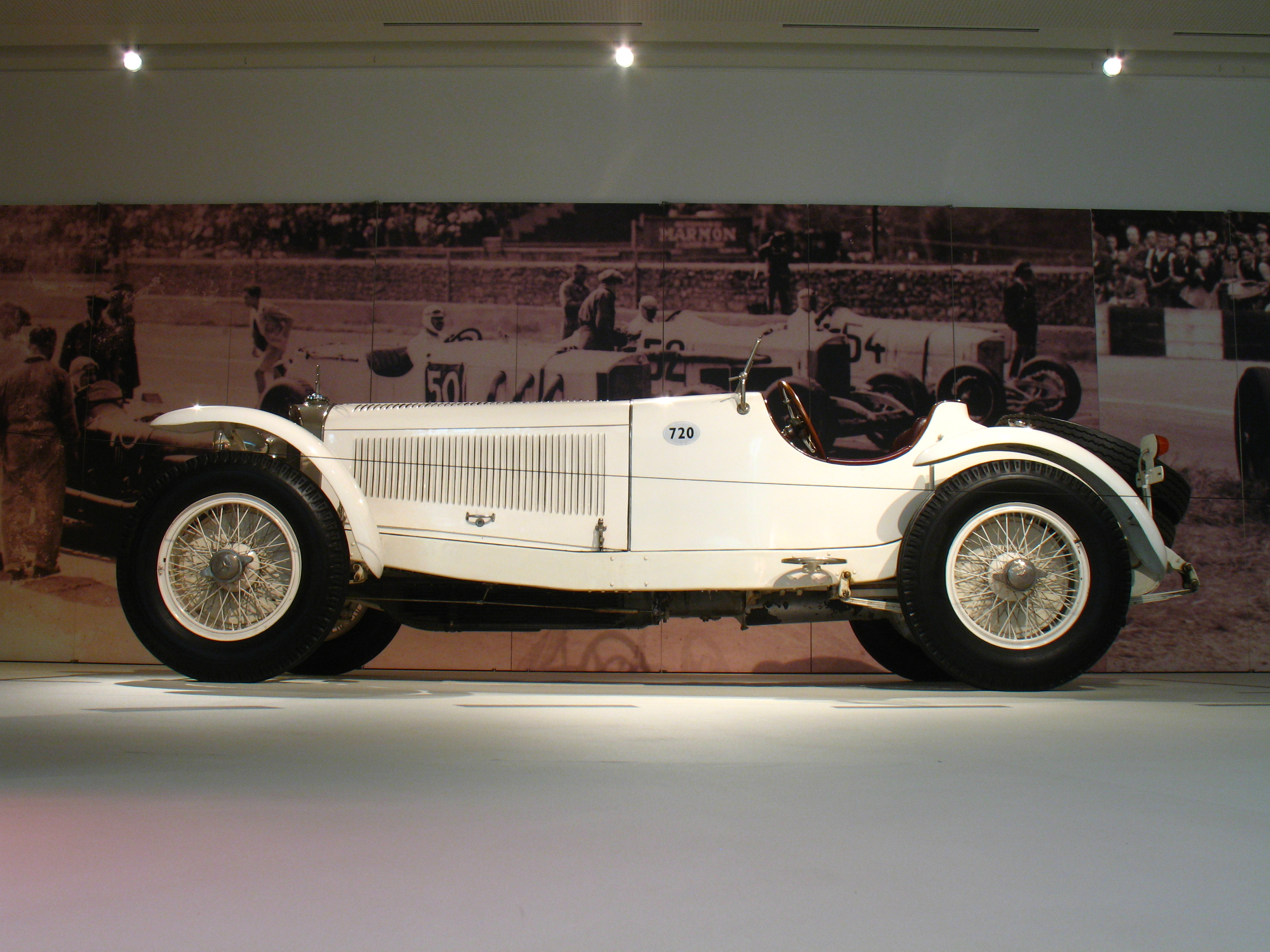
側面から見たSSK
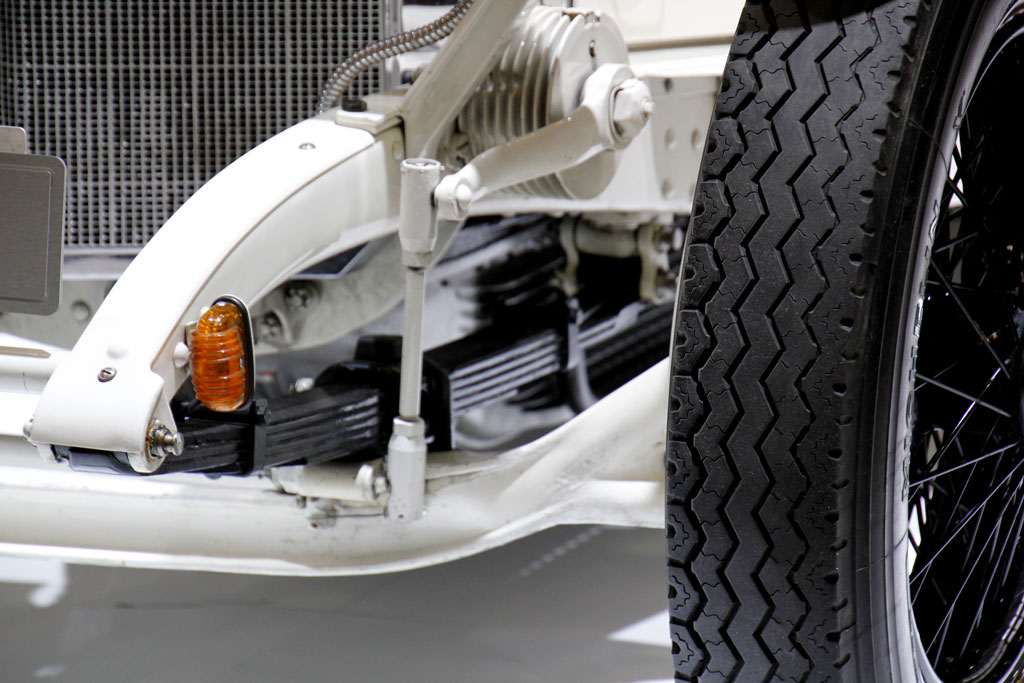
前輪車軸よりも低く位置するリーフスプリング

### エンジン
Sシリーズの最初のモデルであるタイプSが搭載したダイムラー・M9856エンジンは、ダイムラー時代のタイプ630（モデルK）に搭載されていた直列6気筒のM9456エンジン（ボア径94 mm）をベースにしており、ボア径を4 mm拡大して98 mmとすることで、排気量を6,240 ccから6,789 ccに増している。
エンジン本体の出力は120馬力、さらにルーツ式スーパーチャージャーを使用することで、最大180馬力を発生した。その結果、低回転では持て余すほどの高い出力となり、トップギアのまま時速5 kmから165 kmまで加速することも可能だった。スーパーチャージャーは、スロットルペダルを底まで踏み込むことで作動し、ペダルを戻すと解除される仕組みになっていた。その作動音は叫び声のようだったとも言われている。市販のガソリンを使用する場合、スーパーチャージャーを15秒以上連続で使用することは禁止されていた。
エンジンの外観はダイムラー時代のスーパーチャージャー搭載エンジンと大きくは変わらないが、ポルシェは「性能の良いエンジンは見た目にも美しい」と信じていたことから、その形状には気を配ったと言われている。工作精度も高く、ガスケットの使用はシリンダーヘッドに限られ、他は金属同士の密着のみで気密性が保たれている。シリンダーブロックはアルミニウムとシリコンの合金であるシルミンで作られている。
スーパーチャージャーはエンジンの前方に置かれ、エンジン左側のチューブを通じて圧縮空気をキャブレターに送り込んでいる。エンジンのエキゾーストポート（排気口）は車体右側に位置しており、シリンダーの一対ずつに対応した3本のフレキシブルパイプに連結され車体下部の排気システムにつながれている。このデザイン自体はSシリーズ以前の1920年代のスーパーチャージャー搭載メルセデス車でも用いられているが、Sシリーズのこの排気パイプを露出させた外観は見る者に強烈なインパクトを与え、大衆の心をとらえた最初の例だと言われている。
SSとSSKには、M9856エンジンの発展型で、ボア径をさらに2 mm拡大したメルセデス・ベンツ・M06エンジンが搭載された。

### 販売戦略
タイプSはグランドツアラー（高性能なツーリングカー）として開発されており、買い手は富裕層に限られる。そうした買い手の立場から見て手が届く範囲ということをマーケティングの条件としており、価格は3万ライヒスマルク程度に抑えるよう設定され、この方針はSシリーズが販売面でもそれなりの成功を収めることに寄与した。
購入者への引き渡し形態としては2通りあり、ダイムラー・ベンツのジンデルフィンゲン工場製のボディを架装して完成車として引き渡すこともあれば、ボディ架装前の状態で引き渡して客がコーチビルダーに依頼して好みのボディを架装するということもできた。レーシングカーとしての活躍から、Sシリーズは2シーター（2座）のスポーツカーとしてよく知られているが、SとSSは4シーター（4座）のツアラー仕様のボディで販売された車も多く、製品ラインナップは非常に複雑なものとなり、納入をめぐる業務もまた複雑なものとなったという。その結果として、Sシリーズの製造に関する記録もまた錯綜したものとなって残されている。

### 主要諸元
| モデル                  | モデル               | S                                       | SS                                                                                 | SS                                                                                 | SS                                                                                 | SSK                          | SSK                          | SSK                          | SSK                          | SSKL                                      |
| 仕様                    | 仕様                 | 26/120/180PS                            | 27/140/200PS                                                                       | 27/160/200PS                                                                       | 27/170/225PS                                                                       | 27/140/200PS                 | 27/160/200PS                 | 27/170/225PS                 | 27/180/250PS                 | 27/240/300PS                              |
| ----------------------- | -------------------- | --------------------------------------- | ---------------------------------------------------------------------------------- | ---------------------------------------------------------------------------------- | ---------------------------------------------------------------------------------- | ---------------------------- | ---------------------------- | ---------------------------- | ---------------------------- | ----------------------------------------- |
| 車両型式                | 車両型式             | W06                                     | W06                                                                                | W06                                                                                | W06                                                                                | W06 II                       | W06 II                       | W06 III                      | WS06                         | W06 RS                                    |
| 製造・販売期間          | 製造・販売期間       | 1927年 - 1928年                         | 1928年 - 1929年                                                                    | 1930年 - 1933年                                                                    | 1928年 - 1933年                                                                    | 1928年 - 1929年              | 1929年 - 1932年              | 1928年 - 1930年              | 1929年 - 1930年              | 1931年                                    |
|                         |                      | エンジン                                |                                                                                    |                                                                                    |                                                                                    |                              |                              |                              |                              |                                           |
| 搭載エンジン            | 搭載エンジン         | M9856                                   | M06                                                                                | M06                                                                                | M06                                                                                | M06                          | M06                          | M06                          | M06                          | M06 RS                                    |
| 過給機                  | 過給機               | ルーツ式スーパーチャージャー            | ルーツ式スーパーチャージャー                                                       | ルーツ式スーパーチャージャー                                                       | ルーツ式スーパーチャージャー                                                       | ルーツ式スーパーチャージャー | ルーツ式スーパーチャージャー | ルーツ式スーパーチャージャー | ルーツ式スーパーチャージャー | ルーツ式スーパーチャージャー              |
| 動弁機構                | 動弁機構             | オーバーヘッドカムシャフト              | オーバーヘッドカムシャフト                                                         | オーバーヘッドカムシャフト                                                         | オーバーヘッドカムシャフト                                                         | オーバーヘッドカムシャフト   | オーバーヘッドカムシャフト   | オーバーヘッドカムシャフト   | オーバーヘッドカムシャフト   | オーバーヘッドカムシャフト                |
| 排気量                  | 排気量               | 6,789 cc                                | 7,065 cc                                                                           | 7,065 cc                                                                           | 7,065 cc                                                                           | 7,065 cc                     | 7,065 cc                     | 7,065 cc                     | 7,065 cc                     | 7,065 cc                                  |
| ボア径×ストローク長     | ボア径×ストローク長  | 98 mm × 150 mm                          | 100 mm × 150 mm                                                                    | 100 mm × 150 mm                                                                    | 100 mm × 150 mm                                                                    | 100 mm × 150 mm              | 100 mm × 150 mm              | 100 mm × 150 mm              | 100 mm × 150 mm              | 100 mm × 150 mm                           |
| 圧縮比                  | 圧縮比               | 4.7:1                                   | 5.2:1                                                                              | 5.2:1                                                                              | 6.2:1                                                                              | 5.2:1                        | 5.2:1                        | 6.2:1                        | 6.2:1                        | 7.0:1                                     |
| 最大出力（非過給時）    | 最大出力（非過給時） | 120馬力 @ 3,000 rpm                     | 140馬力 @ 3,300 rpm                                                                | 160馬力 @ 3,300 rpm                                                                | 170馬力 @ 3,300 rpm                                                                | 140馬力 @ 3,300 rpm          | 160馬力 @ 3,300 rpm          | 170馬力 @ 3,300 rpm          | 180馬力 @ 3,300 rpm          | 240馬力 @ 3,400 rpm                       |
| 最大出力（過給時）      | 最大出力（過給時）   | 180馬力 @ 3,000 rpm                     | 200馬力 @ 3,300 rpm                                                                | 200馬力 @ 3,300 rpm                                                                | 225馬力 @ 3,300 rpm                                                                | 200馬力 @ 3,300 rpm          | 200馬力 @ 3,300 rpm          | 225馬力 @ 3,300 rpm          | 250馬力 @ 3,300 rpm          | 300馬力 @ 3,400 rpm                       |
| 最大トルク              | 最大トルク           | 431.5 Nm @ 1,850 rpm                    | 450 Nm @ 1,920 rpm                                                                 | 450 Nm @ 1,920 rpm                                                                 | 453 Nm @ 1,900 rpm                                                                 | 450 Nm @ 1,920 rpm           | 450 Nm @ 1,920 rpm           | 458 Nm @ 1,900 rpm           | 562 Nm @ 1,900 rpm           | 688.5 Nm @ 2,000 rpm                      |
| 燃料タンク              | 燃料タンク           | 120リッター                             | 120リッター                                                                        | 120リッター                                                                        | 120リッター                                                                        | 120リッター                  | 120リッター                  | 120リッター                  | 120リッター                  | 120リッター                               |
|                         |                      | 車体                                    |                                                                                    |                                                                                    |                                                                                    |                              |                              |                              |                              |                                           |
| 全長                    | 全長                 | 4,700 mm - 5,000 mm                     | 4,700 mm - 5,200 mm                                                                | 4,700 mm - 5,200 mm                                                                | 4,700 mm - 5,200 mm                                                                | 4,250 mm                     | 4,250 mm                     | 4,250 mm                     | 4,250 mm                     | 4,250 mm                                  |
| 全幅                    | 全幅                 | 1,700 mm                                | 1,700 mm                                                                           | 1,700 mm                                                                           | 1,700 mm                                                                           | 1,700 mm                     | 1,700 mm                     | 1,700 mm                     | 1,700 mm                     | 1,700 mm                                  |
| 全高                    | 全高                 | 1,800 mm                                | 1,750 mm                                                                           | 1,750 mm                                                                           | 1,750 mm                                                                           | 1,725 mm                     | 1,725 mm                     | 1,725 mm                     | 1,725 mm                     | 1,250 mm                                  |
| ホイールベース          | ホイールベース       | 3,400 mm                                | 3,400 mm                                                                           | 3,400 mm                                                                           | 3,400 mm                                                                           | 2,950 mm                     | 2,950 mm                     | 2,950 mm                     | 2,950 mm                     | 2,950 mm                                  |
| トレッド（前 / 後）     | トレッド（前 / 後）  | 1,425 mm / 1,425 mm                     | 1,425 mm / 1,425 mm                                                                | 1,425 mm / 1,425 mm                                                                | 1,425 mm / 1,425 mm                                                                | 1,425 mm / 1,425 mm          | 1,425 mm / 1,425 mm          | 1,425 mm / 1,425 mm          | 1,425 mm / 1,425 mm          | 1,425 mm / 1,425 mm                       |
| 重量                    | 車体                 | 1,450 kg                                | 1,450 kg                                                                           | 1,450 kg                                                                           | 1,500 kg                                                                           | 1,400 kg                     | 1,400 kg                     | 1,400 kg                     | 1,400 kg                     | 1,352 kg                                  |
| 重量                    | 車両                 | ツアラー: 1,900 kg カブリオレ: 2,000 kg | ツアラー: 2,000 kg カブリオレ: 2,100 kg                                            | ツアラー: 2,000 kg カブリオレ: 2,100 kg                                            | ツアラー: 2,000 kg カブリオレ: 2,100 kg                                            | 1,700kg                      | 1,700kg                      | 1,700kg                      | 1,700kg                      | 1,500 kg                                  |
| 重量                    | 総重量               | ツアラー: 2,500 kg カブリオレ: 2,600 kg | ツアラー: 2,500 kg カブリオレ: 2,600 kg                                            | ツアラー: 2,500 kg カブリオレ: 2,600 kg                                            | ツアラー: 2,500 kg カブリオレ: 2,600 kg                                            | 2,000kg                      | 2,000kg                      | 2,000kg                      | 2,000kg                      | 1,750 kg                                  |
|                         |                      | 駆動系                                  |                                                                                    |                                                                                    |                                                                                    |                              |                              |                              |                              |                                           |
| トランスミッション      | トランスミッション   | 4速マニュアル                           | 4速マニュアル                                                                      | 4速マニュアル                                                                      | 4速マニュアル                                                                      | 4速マニュアル                | 4速マニュアル                | 4速マニュアル                | 4速マニュアル                | 4速マニュアル                             |
| クラッチ                | クラッチ             | 乾式多板クラッチ                        | 乾式多板クラッチ                                                                   | 乾式多板クラッチ                                                                   | 乾式多板クラッチ                                                                   | 乾式多板クラッチ（4枚）      | 乾式多板クラッチ（4枚）      | 乾式多板クラッチ（4枚）      | 乾式多板クラッチ（4枚）      | 乾式多板クラッチ（4枚）                   |
| ギア比                  | 1速                  | 3.15                                    | 2.75                                                                               | 2.75                                                                               | 2.75                                                                               | 2.75                         | 2.75                         | 2.75                         | 2.75                         | -                                         |
| ギア比                  | 2速                  | 1.81                                    | 1.55                                                                               | 1.55                                                                               | 1.55                                                                               | 1.55                         | 1.55                         | 1.55                         | 1.55                         | -                                         |
| ギア比                  | 3速                  | 1.21                                    | 1.12                                                                               | 1.12                                                                               | 1.12                                                                               | 1.12                         | 1.12                         | 1.12                         | 1.12                         | -                                         |
| ギア比                  | 4速                  | 1.0                                     | 1.0                                                                                | 1.0                                                                                | 1.0                                                                                | 1.0                          | 1.0                          | 1.0                          | 1.0                          | -                                         |
|                         |                      | 性能                                    |                                                                                    |                                                                                    |                                                                                    |                              |                              |                              |                              |                                           |
| 燃費                    | L/100 km             | 26                                      | 27                                                                                 | 27                                                                                 | 27                                                                                 | 27                           | 27                           | 27                           | 27                           | 27 - 32                                   |
| 燃費                    | km/L                 | 3.8                                     | 3.7                                                                                | 3.7                                                                                | 3.7                                                                                | 3.7                          | 3.7                          | 3.7                          | 3.7                          | 3.1 - 3.7                                 |
| 最高時速（km/h）        | 最高時速（km/h）     | 170                                     | 185                                                                                | 185                                                                                | 190                                                                                | 185                          | 185                          | 192                          | 192                          | 235（SSKL） 251（SSKLストリームライナー） |
|                         |                      | その他                                  |                                                                                    |                                                                                    |                                                                                    |                              |                              |                              |                              |                                           |
| 製造台数                | 製造台数             | 146台                                   | 計111台                                                                            | 計111台                                                                            | 計111台                                                                            | 計33台もしくは37台           | 計33台もしくは37台           | 計33台もしくは37台           | 計33台もしくは37台           | 計33台もしくは37台                        |
| 価格 （ライヒスマルク） | 車体 のみ            | 26,000 RM                               | 31,000 RM                                                                          | 31,000 RM                                                                          | 31,000 RM                                                                          | 29,000 RM                    | 29,000 RM                    | 29,000 RM                    | 29,000 RM                    | -                                         |
| 価格 （ライヒスマルク） | ボディ 架装済        | スポーツ4シーター: 30,000 RM            | スポーツ4シーター: 35,000 RM コンバーチブルA: 42,000 RM コンバーチブルC: 44,000 RM | スポーツ4シーター: 35,000 RM コンバーチブルA: 42,000 RM コンバーチブルC: 44,000 RM | スポーツ4シーター: 35,000 RM コンバーチブルA: 42,000 RM コンバーチブルC: 44,000 RM | スポーツ2シーター: 33,000 RM | スポーツ2シーター: 33,000 RM | スポーツ2シーター: 33,000 RM | スポーツ2シーター: 33,000 RM | レース用: 40,000 RM                       |
| 出典                    | 出典                 | [ W 1 ]                                 | [ W 2 ]                                                                            | [ W 2 ]                                                                            | [ W 6 ]                                                                            | [ W 7 ]                      | [ W 7 ]                      | [ W 8 ]                      | [ W 9 ]                      | [ W 3 ]                                   |

## モデル

### S

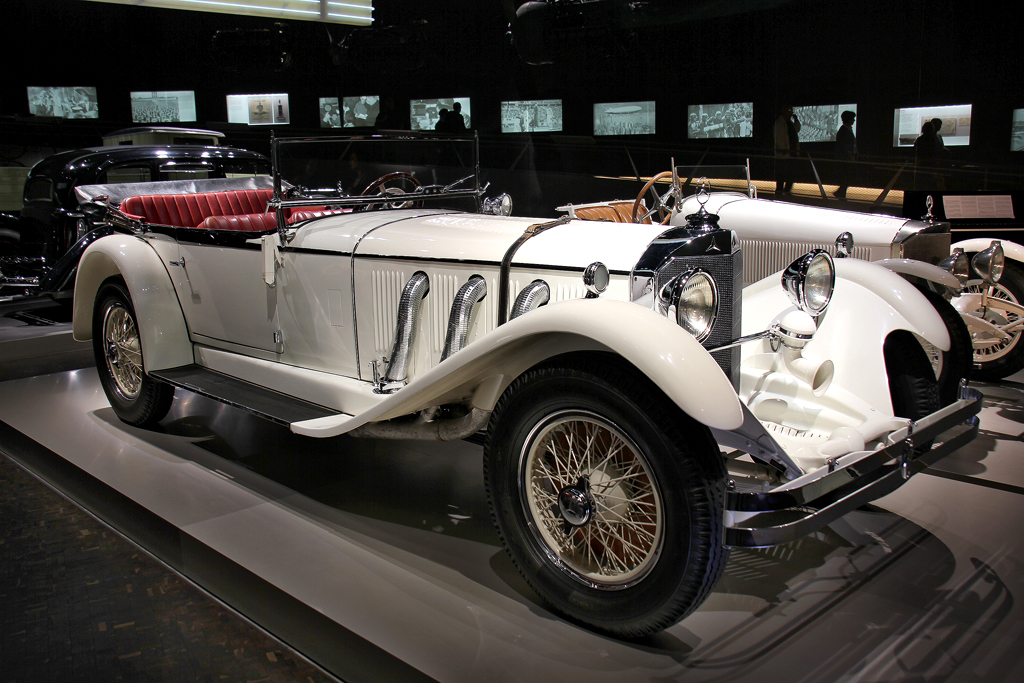
タイプS・1928年型。後部座席を備えた仕様。

1927年から1930年にかけて製造・販売された。設計者はフェルディナント・ポルシェ。

#### 市販車の仕様
「26」は課税馬力、中央の数値はエンジン本体の馬力（実馬力）、右の数値は過給時の馬力を意味する。SS以降の各仕様も同様の名称が付けられている。
- 26/120/180PS（1927年 - 1930年） - タイプSの唯一の仕様。最高時速はおよそ165 km[24]から170 km[W 1]。

#### レース仕様
ワークスチームが使用したレース仕様のタイプSでは圧縮比が通常仕様の4.7から5.2に引き上げられ、最高出力は200馬力を発生した。さらにベンゼンを用いた特殊な燃料を使うことで、220馬力を発生することも可能だったという。
1927年6月、ニュルブルクリンクのこけら落としのレース（第1回アイフェルレンネン）でタイプSは初めて投入され、ルドルフ・カラツィオラの操縦でSシリーズとしての1勝目を記録し、2位もアドルフ・ローゼンベルガーが占めて1-2フィニッシュを達成した。続けて翌月のドイツグランプリでは、オットー・メルツを先頭に、クリスティアン・ヴェルナー、ヴィリー・ウォルブがタイプSで上位3位を独占した。翌年のドイツグランプリも、SSにより、カラツィオラ、メルツ、ウォルブ、ヴェルナーで上位3位を独占した。
デビューした1927年だけで、タイプSは総合優勝とクラス優勝で合計11勝を挙げた。
市販仕様であっても、ボンネット上のマスコット（スリーポインテッド・スター）を外し、後部席にカバーをかけ、ウィンドシールドを折りたたんだ程度の変更をしただけでも、そのままレースに出て勝つことが可能だった。

### SS

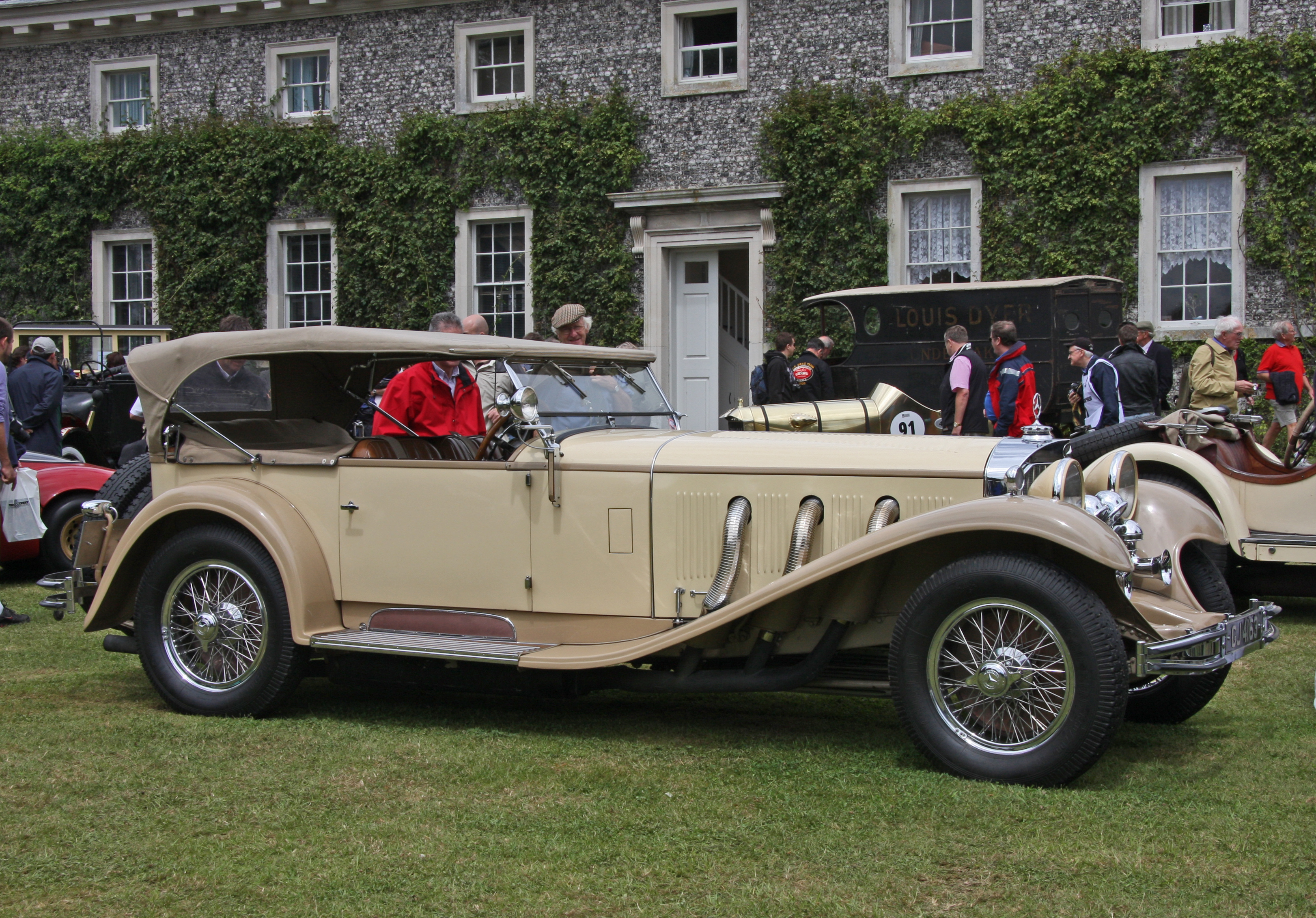
タイプSS・1930年型、ツアラー仕様

1928年半ばから1933年にかけて製造・販売された。「SS」は「ドイツ語: Supersport」の意味。
車体は基本的にSと同じで、名前を変える必要もなかったのだが、販売促進を考慮して「SS」と命名された。湿式シリンダーライナーを採用することで、タイプSのM9856エンジンよりもさらにボア径が拡大され、排気量は7,069 ccとなる。

#### 市販車の仕様
エンジン出力の違いにより、下記の仕様がある。
- 27/140/200PS（1928年 - 1930年） - 前記型。エンジン本体の最大出力は140馬力。スーパーチャージャー使用時の最大出力は200馬力に向上している。最高時速はおよそ185 km[24]。
- 27/160/200PS（1930年 - 1933年） - 後期型。エンジン本体の最大出力が160馬力に向上した点のみ異なる。
- 27/170/225PS（1928年 - 1933年） - 前期と後期を通じた高性能版で、エンジン本体の最大出力は170馬力、スーパーチャージャー使用時に225馬力まで発生する[33]。これは過給用ファンを備え、6.2:1という高い過給圧を実現していることによる。最高時速はおよそ190 km。

### SSK

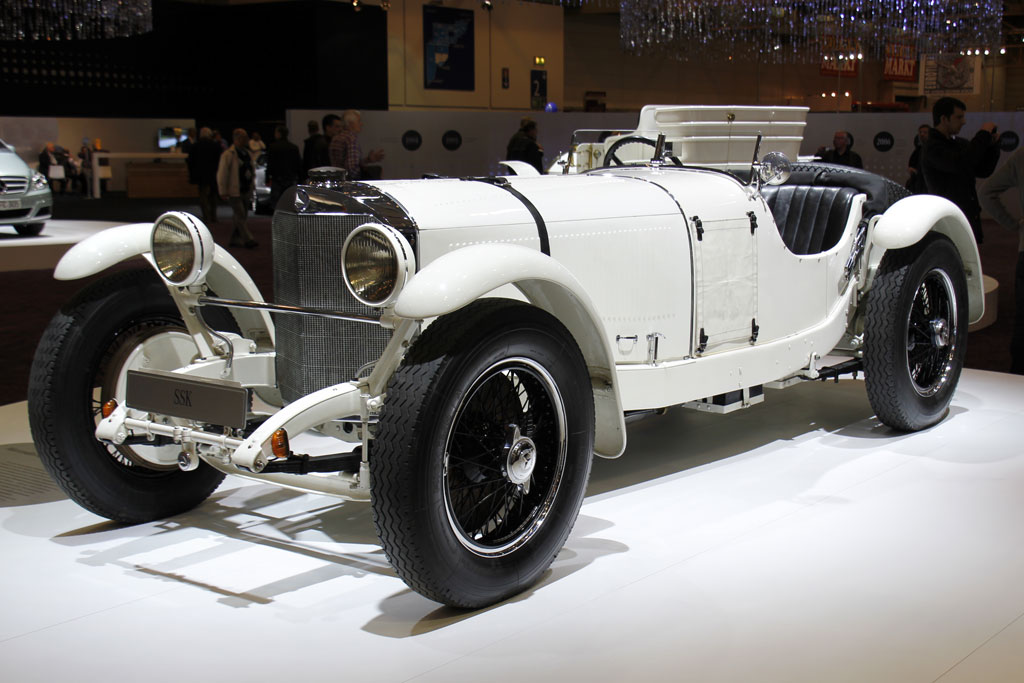
SSK。2座席のロードスター仕様のみが用意された。

SSと同時に発表され、1928年半ばから1932年にかけて製造・販売された。「SSK」は「短い」を意味する「Kurz」の「K」を加えたもので「ドイツ語: Supersport Kurz」を意味する。
タイプSはレースでも使用されて成功を収めていたが、旋回性能はそれほど高くなかったため、SSKは1928年末にツイスティーなコースや、当時人気のあったヒルクライム用としてホイールベース短縮版として開発された。レース専用車ではないが、レースにおけるダイムラー・ベンツの名声を大いに高めたことで知られ、戦前のメルセデス・ベンツを代表する車両のひとつとして知られる。

#### 市販車の仕様
エンジンはSSと基本的に同じで、このモデルもエンジン出力の違いにより、下記の仕様がある。
- 27/140/200PS（W06 II。1928年 - 1929年） - 前記型。SSの同仕様と同じエンジンを搭載。
- 27/160/200PS（W06 II。1929年 - 1932年） - 後期型。SSの同仕様と同じエンジンだが、SSKのほうが1年早く発売された。
- 27/170/225PS（W06 III。1928年 - 1930年） - 高性能版。SSの同仕様と同じエンジンを搭載。最高時速は192 kmでSSより2 km高い。
- 27/180/250PS（WS06。1929年 - 1930年） - SSにはない更なる高性能仕様で、エンジン本体の最大出力は180馬力、スーパーチャージャー使用時に250馬力まで発生する。

### SSKL

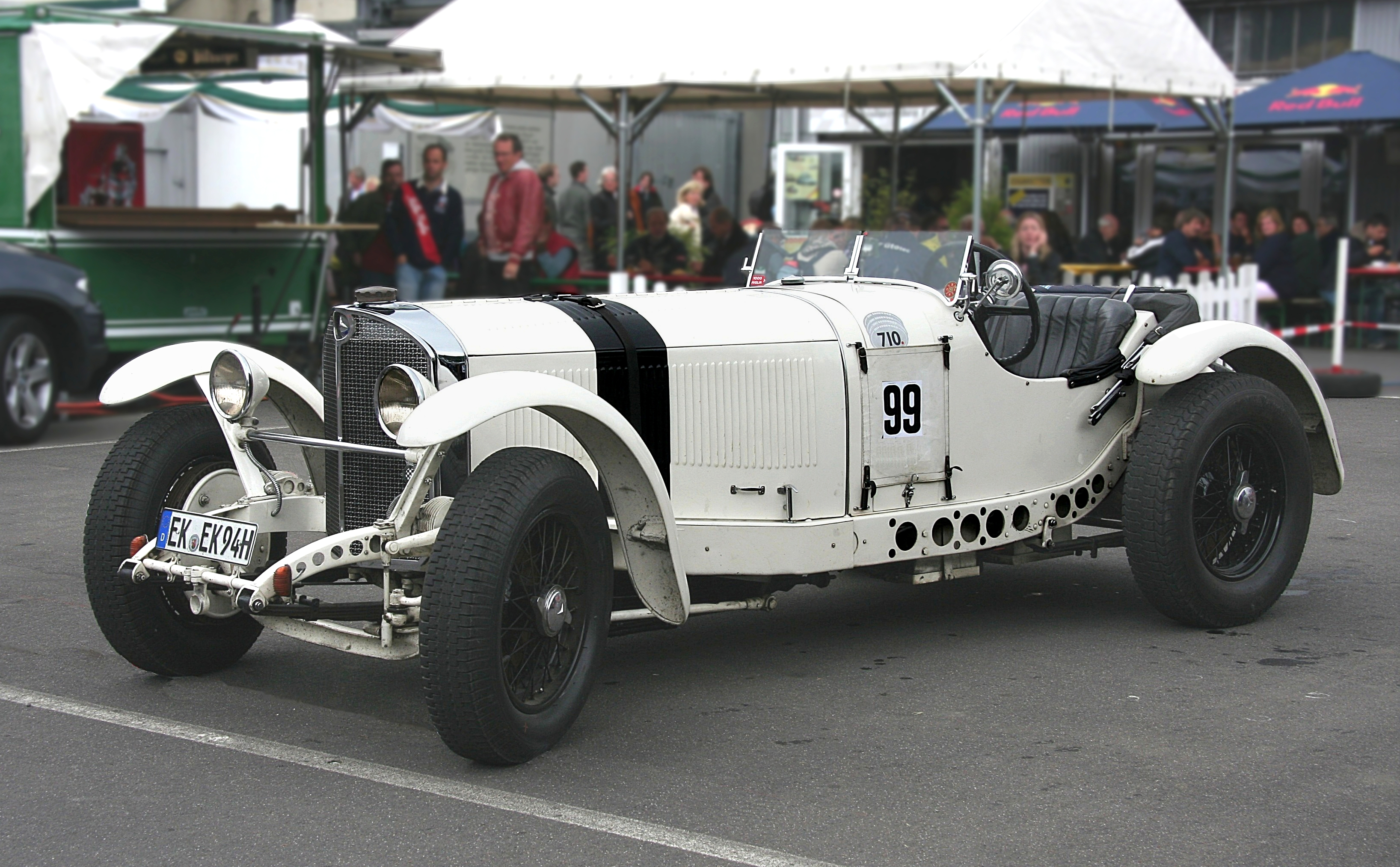
SSKL（レプリカ）。SSKの車体各所に軽減孔を開けることで軽量化している。画像に見えるサイドレール以外に内部の車体にも同様の軽減孔が開けられている。

1931年に製造されたレース専用車両。「SSKL」は、SSKに「Der Leichterte Ausführung」（軽量版）を意味する「L」を加えたもので、「ドイツ語: Supersport Kurz Leicht」（SSKライヒト）を意味する。SS/SSKまでの開発を担っていたポルシェは1928年末にダイムラー・ベンツを去ったため、SSKLは開発の指揮を引き継いだハンス・ニベルとフリッツ・ナリンガーによって完成した。
SSKがレースにおいて大きな成功を収めたことで、SSKLはレース専用車両として限定生産された。「Leicht」（軽い）という名称の通り、車体の重量はSSKより125 ㎏軽くなった。
SSKLにはSシリーズの中で最も大きなスーパーチャージャー（ルーツブロワー）が装着され、エンジンの出力はSシリーズの中でも最大となる300馬力を発生した。車体が軽量なこととも合わさり、最高速は時速235 kmに達した。1932年のアヴスレンネンのため、ストリームライナー仕様の「SSKLストリームライナー」が製作され、時速251 kmという驚異的な最高速を達成した。